# Juigalpa
Juigalpa is de hoofdstad van het departement Chontales in Nicaragua. De stad ligt in het midden van het land iets ten noorden van het Meer van Nicaragua; ze heeft 60.000 inwoners.

## Stedenbanden
Juigalpa heeft een stedenband (gehad) met:
- Den Haag (Nederland), van 1984 tot 2010
- Leiden (Nederland), sinds 1988